# Picardaea
Picardaea es un género de plantas con flores de la familia de las rubiáceas. Incluye una sola especie: Picardaea cubensis (Griseb.) Britton ex Urb. (1912). Es nativa del Caribe donde se encuentra en Cuba y la Hispaniola.

## Taxonomía
Picardaea cubensis fue descrita por (Griseb.) Britton ex Urb. y publicado en Symbolae Antillanae seu Fundamenta Florae Indiae Occidentalis 7: 391, en el año 1912.
Sinonimia
- Macrocnemum cubense Griseb. basónimo
- Picardaea haitiensis Urb.[3]